# Catoptria furcatellus
Catoptria furcatellus (tên tiếng Anh: Northern Grass-veneer) là một loài bướm đêm thuộc họ Crambidae. Loài này có ở mountainous areas của châu Âu, bao gồm Fennoscandia, Wales, miền bắc Anh, Scotland, Anpơ và dãy núi Tatra.
Sải cánh dài 21–24 mm. Con trưởng thành bay từ tháng 6 đến tháng 8.
Ấu trùng có thể ăn Lycopodium và Festuca ovina.